# Saint-Pierre-de-Bœuf
Saint-Pierre-de-Bœuf is een gemeente in het Franse departement Loire (regio Auvergne-Rhône-Alpes). De plaats maakt deel uit van het arrondissement Saint-Étienne. Saint-Pierre-de-Bœuf telde op 1 januari 2022 1.705 inwoners.

## Geografie
De oppervlakte van Saint-Pierre-de-Bœuf bedroeg op 1 januari 2022 5,95 vierkante kilometer; de bevolkingsdichtheid was toen 286,6 inwoners per km². De plaats ligt op de linkeroever van de Rhône.

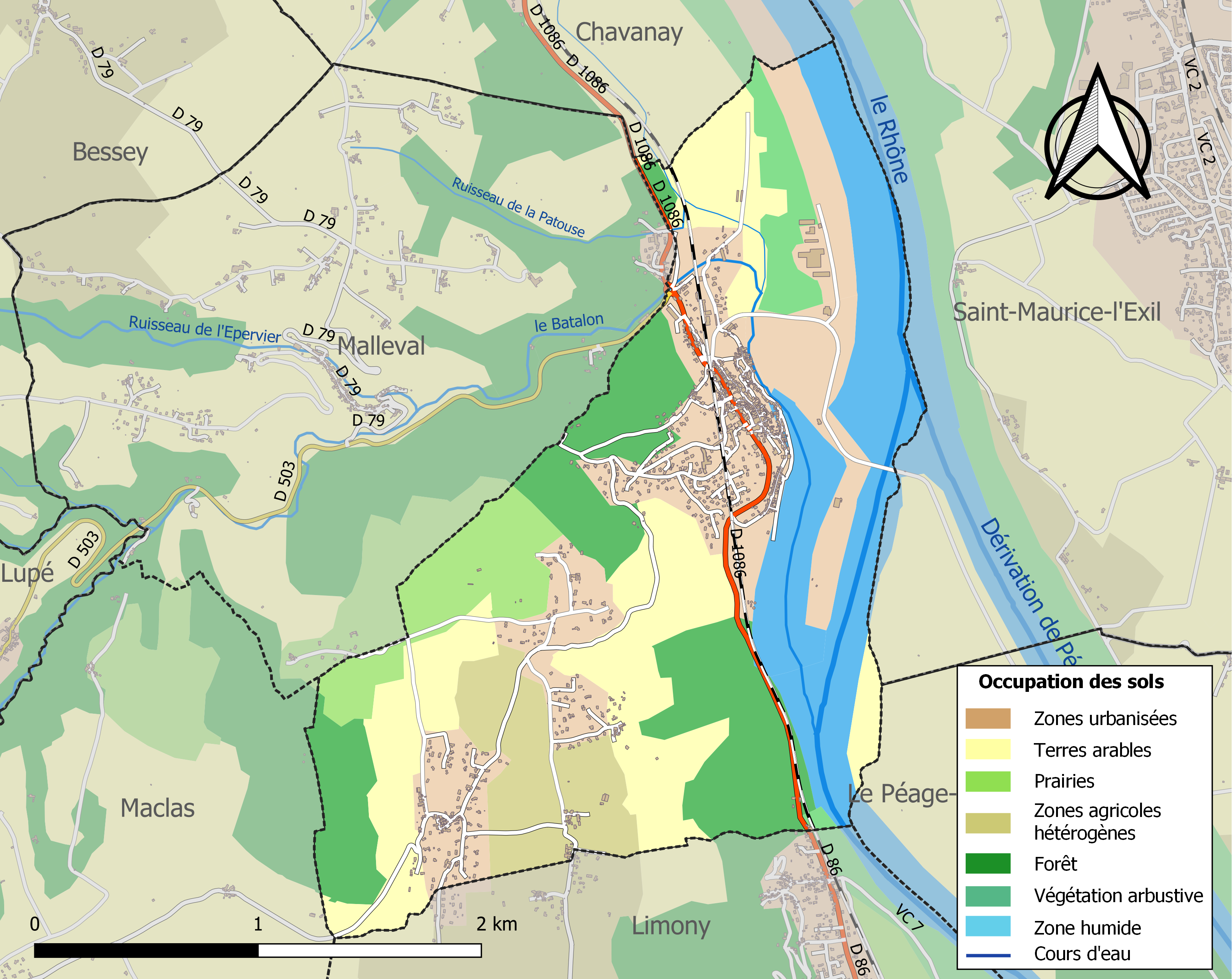
Kaart van de gemeente met de belangrijkste infrastructuur, bodemgebruik en omliggende gemeenten

## Demografie
Onderstaande figuur toont het verloop van het inwonertal (bron: INSEE-tellingen).